# 小叶葡萄
小叶葡萄（学名：Vitis sinocinerea）为葡萄科葡萄属的植物。分布在台湾以及中国大陆的江苏、浙江、福建、江西、湖北、湖南、云南等地，生长于海拔220米至2,800米的地区，常生长在山坡林中和灌丛中。